# Дегнес, Оле
Оле Кристиансен Дегнес (норв. Ole Christiansen Degnæs; 29 июня 1877, Тёксмарк, Орьенг — 27 мая 1943, Чикаго, Иллинойс) — норвежский спортивный стрелок. Участник летних Олимпийских игр 1912 года.

## Биография
Оле Дегнес родился 29 июня 1877 года в шведском приходе Тёксмарк.
Выступал в соревнованиях по пулевой стрельбе за Восточный стрелковый клуб из Осло.
В 1912 году вошёл в состав сборной Норвегии на летних Олимпийских играх в Стокгольме. В стрельбе из армейской винтовки с 600 метров занял 17-е место, набрав 84 очка и уступив 10 очков завоевавшему золото Полю Коля из Франции. В командной стрельбе из армейской винтовки с 200, 400, 500 и 600 метров сборная Норвегии, за которую также выступали Арне Сунне, Оле Йенсен, Ханс Нордвик, Олаф Хасби и Матиас Гломнес, заняла 6-е место, набрав 1473 очка и уступив 214 очков завоевавшей золото команде США.
Умер 27 мая 1943 года в американском городе Чикаго.